# Ceglo
Ceglo je naselje v Občini Brda.